# Dar Salim

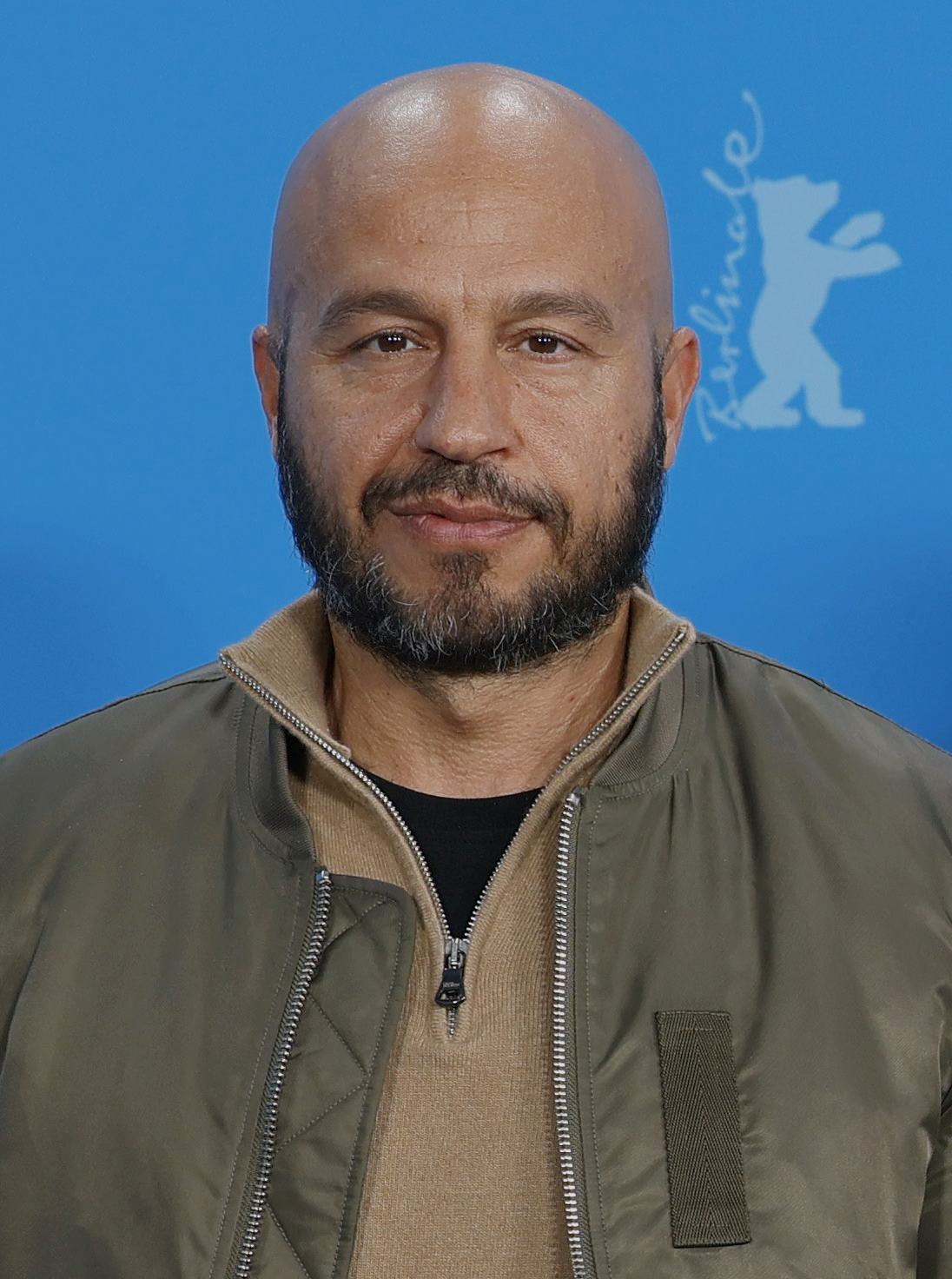
Dar Salim

Dar Salim (* 18. August 1977 in Bagdad) ist ein dänischer Schauspieler.

## Leben
Salim wurde im Irak geboren. Seine Eltern flohen aus dem Land, als Salim ein Jahr alt war. Stationen ihrer Flucht waren u. a. Syrien und Bulgarien; schließlich erhielt die Familie in Dänemark Asyl. Salim war knapp sieben Jahre alt, als er als Flüchtlingskind nach Dänemark kam. Mit seiner Familie lebte er zunächst in einem Aufnahmelager in der Nähe von Amager. Mit 13 Jahren trat er in einen Karate-Verein in Amager ein, mit 16 Jahren war er Träger eines Schwarzen Gürtels. Nach dem Abitur meldete er sich freiwillig zum Militär und wurde Soldat bei der Königlichen Leibgarde, wo er u. a. vor Schloss Amalienborg stationiert war. Sein Berufsziel war jedoch Pilot. Um Geld für die Ausbildung zusammenzusparen, arbeitete er als Koch auf einem Fischerboot, als Geschäftsführer eines Sushi-Restaurants, als Reiseleiter und als Fitnesstrainer. Er lebte u. a. auf Mallorca und Zypern.
Seine Pilotenausbildung schloss er 2002 ab. In seiner Freizeit nahm er Schauspielunterricht am William Esper Studio in New York City; Method Acting erlernte er in Schauspielkursen in London. Außerdem erhielt er privaten Schauspielunterricht bei der dänischen Schauspielerin Sarah Boberg. 2003 ging er gemeinsam mit einem Freund zu einem Casting der Produktionsfirma Nordisk Film und wurde für die Fernsehserie Forsvar engagiert. Seit 2004 war er als Pilot tätig und flog Airbus-Maschinen auf Routen in Europa und Nordafrika. Seine Berufslaufbahn als Pilot gab er schließlich auf, als er regelmäßige Rollenangebote erhielt.
Seit 2008 wirkte Salim in dänischen und internationalen Kino- und Fernsehproduktionen mit. In dem dänischen Kinofilm Gå med fred Jamil – Ma salama Jamil (2009), der im arabischen Milieu Kopenhagens spielt, verkörperte Salim die männliche Hauptrolle Jamil, einen in inneren und äußeren Konflikten zerrissenen jungen Mann. Für seine Darstellung wurde er 2009 in der Kategorie „Bester männlicher Hauptdarsteller“ für den Bodil, den dänischen Filmpreis, nominiert. In dem Kinofilm Submarino (2010) hatte er unter der Regie von Thomas Vinterberg die Rolle des Goran. In dem belgisch-niederländischen Actionthriller The Devil’s Double (2011) spielte er Azzam Saleh Abdullah, den Schwiegersohn von Barzan Ibrahim at-Tikriti, einem der drei Halbbrüder Saddam Husseins. In dem Thriller Kapringen (2012) von Regisseur Tobias Lindholm spielte er Lars Vestergaard, einen Mitarbeiter des CEO einer Reederei, deren Schiff von somalischen Piraten gekapert wurde.
Salim übernahm auch mehrere Rollen in Fernsehserien. In der dänischen Kriminalserie Protectors – Auf Leben und Tod war er 2009 in zwei Folgen zu sehen. Er verkörperte Ammar, den Nachbarn der geschiedenen Muslima Huma, der mit ihrer besten Freundin Zaina verheiratet ist und in Verdacht gerät, ein Bombenkonstrukteur und Sprengstoffattentäter zu sein. Weitere Serienrollen hatte er u. a. in Borgen – Gefährliche Seilschaften (2010–2011; Nebenrolle als Vorsitzender der Miljøpartiet sowie Energie- und Umweltminister Amir Dwian), in Game of Thrones (2011; als Blutreiter Qotho) sowie in den Krimiserien Die Brücke – Transit in den Tod (2013) und Dicte (2013).
In dem Tatort-Film Brüder (Erstausstrahlung: Februar 2014) hatte Salim seine erste deutschsprachige Rolle. Er spielte Hassan Nidal, einen „skrupellosen Gangsterboss“ und „Anführer eines kriminellen Familien-Clans“. Seinen Text lernte Salim akribisch auswendig, da Deutsch nicht seine Muttersprache ist. Die Sprache empfand er daher als größte Herausforderung dieser Filmarbeit.
In der Bibelverfilmung Exodus: Götter und Könige (2014) von Ridley Scott spielte er den Hauptmann Khyan. In dem dänischen Kriegsdrama Krigen (2015) verkörperte er Najib Besma, den engsten Vertrauten des Kommandanten Claus Michael Pedersen, der eine dänische Einheit von Soldaten in Afghanistan befehligt. In dem deutschen Spielfilm Macho Man (2015) stellte er den Türken Cem Denizoglu, den Bruder der weiblichen Hauptfigur, dar. In dem zweiteiligen Fernsehfilm Spuren der Rache, der im Januar 2017 im Ersten erstausgestrahlt wurde, spielte er Hassan, einen ehemaligen Fremdenlegionär und Bodyguard eines marokkanischen Waffenhändlers. In der ersten Staffel der dänisch-deutschen Fernsehserie Countdown Copenhagen (2017) war er als Karatelehrer Adel zu sehen, der bei einer Geiselnahme durch Terroristen in der Kopenhagener U-Bahn getötet wird.
In den Jahren 2021 und 2023 spielte Salim im Bremer Tatort den aus Dänemark stammenden Polizisten Mads Andersen, der nicht durchweg rechtschaffen mit seinen Schauspieler-Kolleginnen Jasna Fritzi Bauer und Luise Wolfram ermittelte. Seine Vielseitigkeit und sein Hang zum Düsteren machen ihn zu einer schillernden und ambivalenten Ermittlerfigur.
Gelegentlich übernahm Salim Theaterrollen. Als Gast spielte er 2011 am Königlich Dänischen Theater in Kopenhagen in der Theaterproduktion Nye Stemmer. 
Im September/Oktober 2012 trat er, gemeinsam mit Ulla Henningsen, im Betty Nansen Teatret in Frederiksberg in dem Theaterstück Habe keine Angst auf, einer Bühnenfassung des Films Angst essen Seele auf von Rainer Werner Fassbinder; Regie führte Volker Schmidt. Im März/April 2013 wirkte er am Theater Grob in Kopenhagen in dem Theaterstück En plads i mit hjerte mit.
Salim ist mit der dänischen Filmproduzentin Meta Louise Foldager liiert; aus der Beziehung stammt ein gemeinsamer Sohn. Salim lebt mit seiner Familie im Kopenhagener Stadtteil Vesterbro.

## Filmografie (Auswahl)
- 2003: Forsvar (Fernsehserie; Folge: En god muslim)
- 2008: Gå med fred Jamil – Ma salama Jamil (Kinofilm)
- 2009: Protectors – Auf Leben und Tod (Livvagterne, Fernsehserie, 2 Folgen)
- 2010: Submarino (Kinofilm)
- 2010: Die Wahrheit über Männer (Sandheden om mænd) (Kinofilm)
- 2010–2011: Borgen – Gefährliche Seilschaften (Borgen, Fernsehserie, 11 Folgen)
- 2011: The Devil’s Double
- 2011: Frit fald (Kinofilm)
- 2011: Game of Thrones (Fernsehserie, 6 Folgen)
- 2011: Magi i luften (Kinofilm)
- 2012: Hijacking – Todesangst … In der Gewalt von Piraten (Kapringen)
- 2013: Escort (Kurzfilm)
- 2013: Die Brücke – Transit in den Tod (Broen, Fernsehserie, 4 Folgen)
- 2013–2016: Dicte (Fernsehserie)
- 2014: Tatort: Brüder (Fernsehfilm)
- 2014: Exodus: Götter und Könige (Exodus: Gods and Kings)
- 2014: Honig im Kopf
- 2015: A War (Krigen)
- 2015: Macho Man
- 2015: American Odyssey (Fernsehserie, 2 Folgen)
- 2016: Springflut (Springfloden, Fernsehserie)
- 2016: Spuren der Rache (Fernsehzweiteiler)
- 2017: Darkland
- 2017: Lommbock
- 2017: Jerks. (Fernsehserie, Folge Der Jojo-Effekt)
- 2017: Countdown Copenhagen (Gidseltagningen, Fernsehserie)
- 2018: Krieger (Kriger, Fernsehserie, 6 Folgen)
- 2018: Trapped II – Gefangen in Island (Fernsehserie)
- 2020: How to Tatort (ARD Mockumentary)
- 2021: Tatort: Neugeboren (Fernsehfilm)
- 2021: Tatort: Und immer gewinnt die Nacht (Fernsehfilm)
- 2022: Operation Schwarze Krabbe (Svart krabba)
- 2022: Liebe für Erwachsene (Kærlighed for voksne)
- 2023: Tatort: Donuts (Fernsehfilm)
- 2023: Der Pakt (Guy Ritchie’s The Covenant)
- 2023: Agent (Fernsehserie)
- 2024: Die Wärterin (Vogter)
- 2024: The Gentlemen (Miniserie)